# Metacyclops trisetosus
Metacyclops trisetosus – gatunek widłonoga z rodziny Cyclopidae. Nazwa naukowa tego gatunku skorupiaków została opublikowana w 1957 roku przez biologa Hansa-Volkmara Herbsta.